# Sagartier

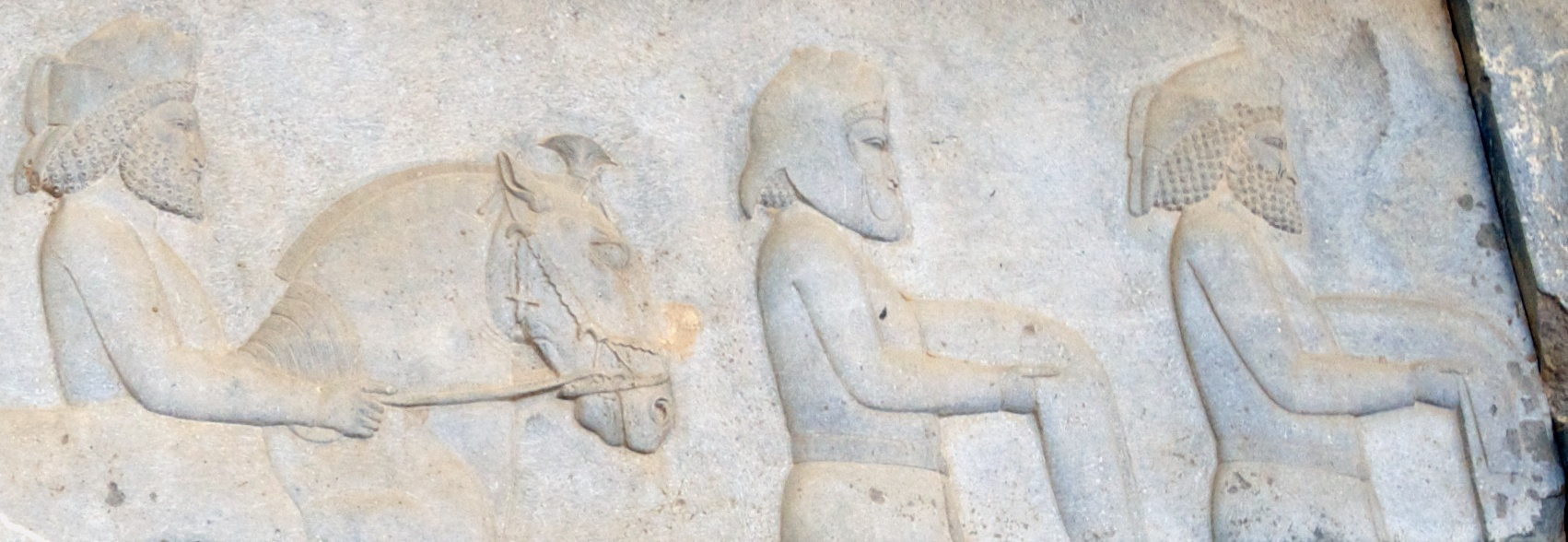
Die sagartische Delegation unter den Tributbringern auf dem Apadanarelief in Persepolis

Die Sagartier (altpersische Transkription Asagartiya, altpersische Transliteration: a-s-g-r-t-i-y, elamisch Aš-šá-kar-ti-ia, assyrisch: KURSa-ga-ar-ta-a-a, griechisch: Σαγαρτιοι) waren ein antiker iranischer Stamm, der im iranischen Hochland Sagartien bewohnte.
Nach Herodot waren sie mit den Persern (südwestliche Iraner) verwandt, aber sie sind auch eine politische Union mit den Medern (nordwestliche Iraner) eingegangen. Claudius Ptolemäus platziert sie in Medien, während Stephanos von Byzanz behauptet, dass es eine Halbinsel namens Sagartia am Kaspischen Meer gibt. Sie waren nomadische Viehhalter und ihre Hauptwaffe war das Lasso.
Es ist unklar, ob sie mit den Zikirti, die von Sargon II. als Einwohner des nördlichen Zagros-Gebirges im späten 8. Jahrhundert v. Chr. genannt wurden, verwandt sind. Ihnen wurde der Distrikt Arbela durch den medischen König Kyaxares II. als Belohnung für ihre Hilfe bei der Eroberung Ninives zugesprochen.
Nach Herodot gehörten die Sagartier zu der XIV. Satrapie des Achämenidenreiches. Eine sagartische Delegation ist unter den Tributbringern auf dem Apadanarelief in Persepolis zu sehen.